# 공주교육대학교 부설초등학교
공주교육대학교 부설초등학교는 대한민국 충청남도 공주시 금학동에 있는 국립 초등학교이다.

## 학교 연혁
- 1938년 4월 23일 공주여자사범학교 부속소학교 개교
- 1941년 4월 1일 공주여자사범학교 부속국민학교로 개칭
- 1951년 6월 21일 공주사범학교 부속국민학교 개칭
- 1962년 3월 1일 공주교육대학 부속국민학교 개칭
- 1964년 3월 1일 18학급 편성 인가
- 1991년 9월 1일 24학급 편성 인가
- 1993년 3월 1일 공주교육대학교 부속국민학교로 개칭
- 1996년 3월 1일 공주교육대학교 부속초등학교로 개칭
- 2001년 3월 1일 공주교육대학교 부설초등학교로 개칭
- 2006년 3월 1일 25학급 편성(통합교육 지원반 설치)
- 2014년 2월 17일 제76회 졸업식(누계 8,076명)
- 2014년 3월 1일 25학급 인가(초등 24학급, 툭수 1학급)

## 참고 자료
- 공주교육대학교부설초등학교 - 한국교육학술정보원 학교알리미